# Andreas Schjelderup
Andreas Schjelderup, né le 1er juin 2004 à Bodø en Norvège, est un footballeur international norvégien qui joue au poste d'ailier gauche ou de milieu offensif au Benfica Lisbonne.

## Biographie

### FC Nordsjælland
Né à Bodø en Norvège, Andreas Schjelderup est formé par le club de sa ville natale, le FK Bodø/Glimt. Considéré comme l'un des joueurs norvégiens les plus prometteurs de sa génération, il repousse les offres de nombreux clubs européens et rejoint en 2020 le club danois du FC Nordsjælland, privilégiant un club où il peut avoir du temps de jeu en équipe première. Il est également proche du FC Copenhague à ce moment-là, s'étant même entretenu avec Ståle Solbakken, alors entraîneur de Copenhague, qui ne pouvait lui garantir de débuter en équipe première.
C'est donc avec le FC Nordsjælland qu'il commence sa carrière, jouant son premier match en professionnel le 4 février 2021 face au Brøndby IF à l'âge de 16 ans. Il est titularisé lors de cette rencontre perdue par son équipe (0-1 score final). Le 12 mars 2021, lors d'une rencontre de championnat face au Lyngby BK, Schjelderup inscrit son premier but en professionnel. Il inscrit sur coup franc direct le dernier but des siens, qui s'imposent par trois buts à zéro. Avec cette réalisation il devient à 16 ans et 284 jours le plus jeune buteur de l'histoire du FC Nordsjælland en première division danoise, dépassant le précédent record détenu par Tochi Chukwuani,. Ce but lui permet aussi de se classer quatrième au classement des plus jeunes buteurs de l'histoire de la Superliga. Lors de la journée suivante, le 21 mars, Schjelderup réalise son premier doublé en professionnel contre SønderjyskE. Il permet à son équipe de remporter la partie (2-1 score final) et devient le plus jeune joueur à marquer deux buts dans un match de première division danoise.
Il se fait remarquer le 23 août 2021 en réalisant un doublé contre le Vejle BK, en championnat. Il permet ainsi à son équipe de s'imposer par trois buts à un,. Un mois plus tard, le 23 septembre, Schjelderup prolonge son contrat avec Nordsjælland jusqu'en 2024 et change également de numéro de maillot, passant du 32 au 7.

### Benfica Lisbonne
Le 12 janvier 2023, Andreas Schjelderup rejoint le Portugal pour s'engager en faveur du Benfica Lisbonne. Il signe un contrat courant jusqu'en juin 2028,.
Schjelderup découvre avec Benfica la Ligue des champions, faisant sa première apparition le 19 avril 2023 contre l'Inter Milan. Il entre en jeu à la place de João Mário et les deux équipes se neutralisent (3-3 score final).

### Prêt au FC Nordsjælland
Le 1er septembre 2023, Andreas Schjelderup fait son retour au FC Nordsjælland, étant prêté jusqu'à la fin de la saison par Benfica.
Schjelderup se fait remarquer le 22 avril 2024 en étant l'auteur d'un triplé, son premier en carrière, lors d'une rencontre de championnat face à l'AGF Aarhus. Il contribue ainsi à la victoire de son équipe par sept buts à deux. En mai 2024 il est récompensé de ses performances en étant élu joueur du printemps dans le championnat danois.

### Retour à Benfica
Andreas Schjelderup est de retour au Benfica Lisbonne à la fin de son prêt réussi au FC Nordsjælland, à l'été 2024. Il marque son premier but pour le club portugais le 27 octobre 2024, à l'occasion d'une rencontre de championnat face au Rio Ave FC. Entré en jeu à la place de son compatriote Fredrik Aursnes, il participe à la victoire de son équipe par cinq buts à zéro.

### En sélection
Andreas Schjelderup est retenu pour la première fois avec l'équipe de Norvège espoirs en août 2021 par Leif Gunnar Smerud (en). Il est peu commun qu'un joueur de 17 ans soit intégré à l'équipe espoir, ce n'était alors pas arrivé depuis Martin Ødegaard en 2014,. Il joue son premier match avec cette sélection le 3 septembre 2021 face à l'Autriche. Ce jour-là, les Norvégiens l'emportent par trois buts à un.
En mai 2024, Andreas Schjelderup est convoqué pour la première fois avec l'équipe nationale de Norvège par le sélectionneur Ståle Solbakken,. Il honore sa première sélection lors de ce rassemblement, le 5 juin 2024, lors d'un match amical contre le Kosovo. Il entre en jeu à la place d'Erling Haaland et son équipe s'impose sur le score de trois buts à zéro,.

## Statistiques

### En club
| Saison                | Club                   | Championnat           | Championnat | Championnat | Championnat | Coupe nationale | Coupe nationale | Coupe nationale | Coupe de la Ligue | Coupe de la Ligue | Coupe de la Ligue | Supercoupe | Supercoupe | Supercoupe | Compétition(s) continentale(s) | Compétition(s) continentale(s) | Compétition(s) continentale(s) | Compétition(s) continentale(s) | Coupe du monde des clubs | Coupe du monde des clubs | Coupe du monde des clubs | Total | Total | Total |
| Saison                | Club                   | Division              | M.          | B.          | P.d.        | M.              | B.              | P.d.            | M.                | B.                | P.d.              | M.         | B.         | P.d.       | Comp.                          | M.                             | B.                             | P.d.                           | M.                       | B.                       | P.d.                     | M.    | B.    | P.d.  |
| 2020-2021             | FC Nordsjælland        | Superligaen           | 16          | 3           | 3           | -               | -               | -               | -                 | -                 | -                 | -          | -          | -          | -                              | -                              | -                              | -                              | -                        | -                        | -                        | 16    | 3     | 3     |
| 2021-2022             | FC Nordsjælland        | Superligaen           | 22          | 4           | 1           | 1               | 0               | 0               | -                 | -                 | -                 | -          | -          | -          | -                              | -                              | -                              | -                              | -                        | -                        | -                        | 23    | 4     | 1     |
| 2022-2023             | FC Nordsjælland        | Superligaen           | 17          | 10          | 1           | -               | -               | -               | -                 | -                 | -                 | -          | -          | -          | -                              | -                              | -                              | -                              | -                        | -                        | -                        | 17    | 10    | 1     |
| 2023-2024             | FC Nordsjælland (prêt) | Superligaen           | 26          | 9           | 1           | 6               | 1               | 3               | -                 | -                 | -                 | -          | -          | -          | C4                             | 6                              | 0                              | 1                              | -                        | -                        | -                        | 38    | 10    | 5     |
| Sous-total            | Sous-total             | Sous-total            | 81          | 26          | 6           | 7               | 1               | 3               | -                 | -                 | -                 | -          | -          | -          | -                              | 6                              | 0                              | 1                              | -                        | -                        | -                        | 94    | 27    | 10    |
| 2022-2023             | Benfica Lisbonne       | Liga Portugal         | 1           | 0           | 0           | -               | -               | -               | -                 | -                 | -                 | -          | -          | -          | C1                             | 1                              | 0                              | 0                              | -                        | -                        | -                        | 2     | 0     | 0     |
| 2023-2024             | Benfica Lisbonne       | Liga Portugal         | -           | -           | -           | -               | -               | -               | -                 | -                 | -                 | 1          | 0          | 0          | C1                             | -                              | -                              | -                              | -                        | -                        | -                        | 1     | 0     | 0     |
| 2024-2025             | Benfica Lisbonne       | Liga Portugal         | 20          | 1           | 3           | 7               | 2               | 0               | 3                 | 1                 | 0                 | -          | -          | -          | C1                             | 7                              | 0                              | 2                              | 3                        | 1                        | 0                        | 40    | 5     | 5     |
| 2025-2026             | Benfica Lisbonne       | Liga Portugal         | 1           | 0           | 0           | -               | -               | -               | -                 | -                 | -                 | -          | -          | -          | C1                             | 2                              | 1                              | 1                              | -                        | -                        | -                        | 3     | 1     | 1     |
| Sous-total            | Sous-total             | Sous-total            | 22          | 1           | 3           | 7               | 2               | 0               | 3                 | 1                 | 0                 | 1          | 0          | 0          | -                              | 10                             | 1                              | 3                              | 3                        | 1                        | 0                        | 46    | 6     | 6     |
| Total sur la carrière | Total sur la carrière  | Total sur la carrière | 103         | 27          | 9           | 14              | 3               | 3               | 3                 | 1                 | 0                 | 1          | 0          | 0          | -                              | 16                             | 1                              | 3                              | 3                        | 1                        | 0                        | 140   | 33    | 15    |

### En sélection nationale
| Saison                | Sélection             | Phases finales        | Phases finales | Phases finales | Phases finales | Éliminatoires | Éliminatoires | Éliminatoires | Ligue Nations | Ligue Nations | Ligue Nations | Matchs amicaux | Matchs amicaux | Matchs amicaux | Total | Total | Total |
| Saison                | Sélection             | Compétition           | M              | B              | Pd             | M             | B             | Pd            | M             | B             | Pd            | M              | B              | Pd             | M     | B     | Pd    |
| --------------------- | --------------------- | --------------------- | -------------- | -------------- | -------------- | ------------- | ------------- | ------------- | ------------- | ------------- | ------------- | -------------- | -------------- | -------------- | ----- | ----- | ----- |
| 2023-2024             | Norvège               | -                     | -              | -              | -              | -             | -             | -             | -             | -             | -             | 1              | 0              | 0              | 1     | 0     | 0     |
| 2024-2025             | Norvège               | -                     | -              | -              | -              | 2             | 0             | 1             | -             | -             | -             | -              | -              | -              | 2     | 0     | 1     |
| Total sur la carrière | Total sur la carrière | Total sur la carrière | -              | -              | -              | 2             | 0             | 1             | -             | -             | -             | 1              | 0              | 0              | 3     | 0     | 1     |